# Santa Sede
L'emblema della Santa Sede ha dato origine allo stemma della Città del Vaticano; durante la sede vacante viene sostituito dalla basilica.

La Santa Sede (o Sede Apostolica) è la sede episcopale di Roma e, in virtù del primato apostolico romano vigente nel diritto canonico, l'ente preposto al governo della Chiesa cattolica, oltre che soggetto giuridico di diritto internazionale.

## Storia
La Santa Sede è una delle antiche cinque sedi apostoliche dell'Impero romano, conciliarmente riconosciute come patriarcati (Roma, Costantinopoli, Alessandria, Antiochia, Gerusalemme) e poi sancite nell'ordinamento imperiale da Giustiniano. Assieme formano l'antica sacra Pentarchia romana. Di esse Roma è la prima e la maggiore, in quanto sede del papa e capitale dell'Impero. Il vescovo di Roma, papa e patriarca dell'Occidente, è anche pontefice massimo, quindi capo di tutta la Chiesa romana o cattolica. Quale vescovo di Roma, il papa è anche primate della Chiesa italiana. Dall'8 maggio 2025 il papa è Leone XIV, al secolo Robert Francis Prevost.
Nei periodi in cui è vacante per morte o rinuncia del papa, la Santa Sede viene governata dal Collegio cardinalizio, presieduto dal camerlengo di Santa Romana Chiesa, attualmente il cardinale Kevin Joseph Farrell.
Secondo il codice di diritto canonico, «con il termine Santa Sede o Sede Apostolica [...] si intende il supremo organo di governo della Chiesa cattolica», cioè:
- in senso stretto, l'ufficio proprio del Papa, il quale, secondo il can. 331, «in forza del suo ufficio, ha potestà ordinaria suprema, piena, immediata e universale sulla Chiesa»;
- in senso largo, l'insieme degli organismi attraverso cui il Pontefice governa la Chiesa cattolica, ossia la Curia romana.[2]

(Canone 361)

### Sovranità sul Vaticano
Relazioni diplomatiche dirette
     Altre relazioni
     Paesi con cui non ha relazioni

Relazioni diplomatiche della Santa Sede:
Relazioni diplomatiche dirette
Altre relazioni
Paesi con cui non ha relazioni

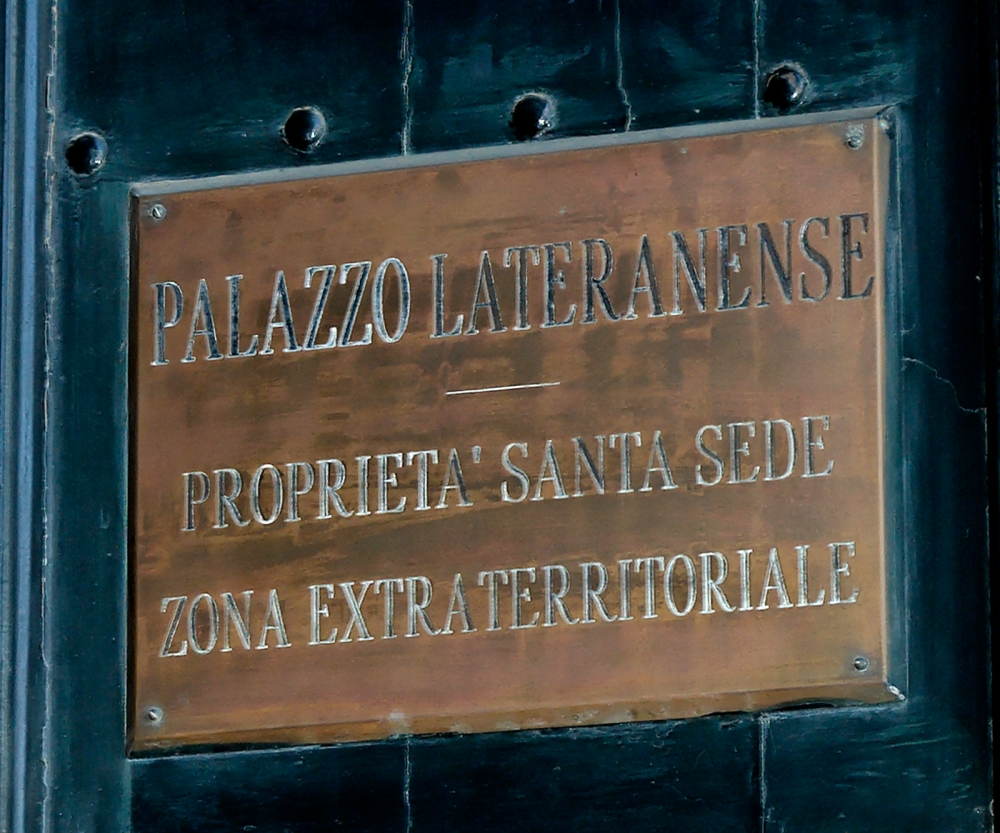
Targa che proclama l'extraterritorialità dall'Italia del Palazzo del Laterano.

Dal punto di vista di diritto internazionale, la Santa Sede è un'entità distinta dallo Stato della Città del Vaticano, che è il territorio di 0,44 km² su cui la Santa Sede esercita la sovranità. Lo Stato della Città del Vaticano ha natura di Stato patrimoniale con la finalità di dare indipendenza e sovranità alla Santa Sede e ha quindi funzione strumentale alla missione della Santa Sede. La sua sovranità è dunque limitata.
Le ambasciate estere, infatti, sono accreditate presso la Santa Sede e non presso lo Stato della Città del Vaticano, poiché quest'ultimo non gode di piena sovranità internazionale. La Santa Sede gode della sovranità nelle relazioni internazionali quale caratteristica relativa alla sua natura in conformità alle sue tradizioni e alle richieste della sua missione. La minima base territoriale è detta necessaria per garantire una sufficiente autonomia dei suoi organi istituzionali.
L'Italia, in forza dell'articolo 3 del Trattato Lateranense stipulato nel 1929, riconosce alla Santa Sede la «piena proprietà esclusiva ed assoluta potestà e giurisdizione sovrana» sulla Città del Vaticano.
Secondo una sentenza della Corte di cassazione italiana, la situazione giuridica della Santa Sede è espressa in questi termini:
(Cass., S.U., 18 dicembre 1979, n. 6569)

## La cattedra papale

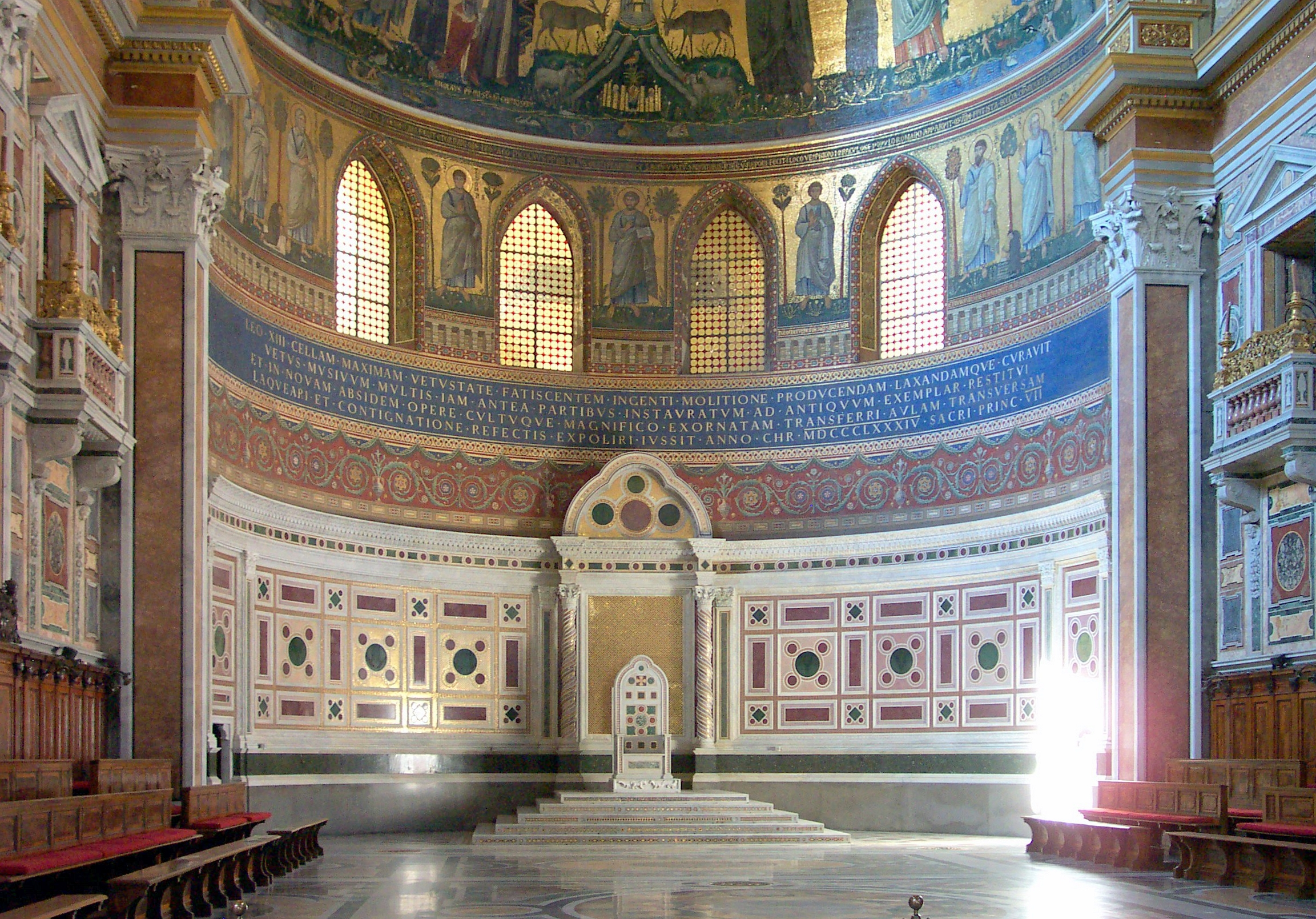
La cattedra papale, nell'Arcibasilica lateranense: rappresenta simbolicamente la Santa Sede.

Dal punto di vista materiale, la Santa Sede è rappresentata simbolicamente dalla Cattedra papale o Soglio pontificio (o anche "soglio di Pietro") nella basilica di San Giovanni in Laterano, cattedrale di Roma.
Si tratta di una cattedra vescovile, poiché il papa è tale solo in quanto vescovo di Roma.

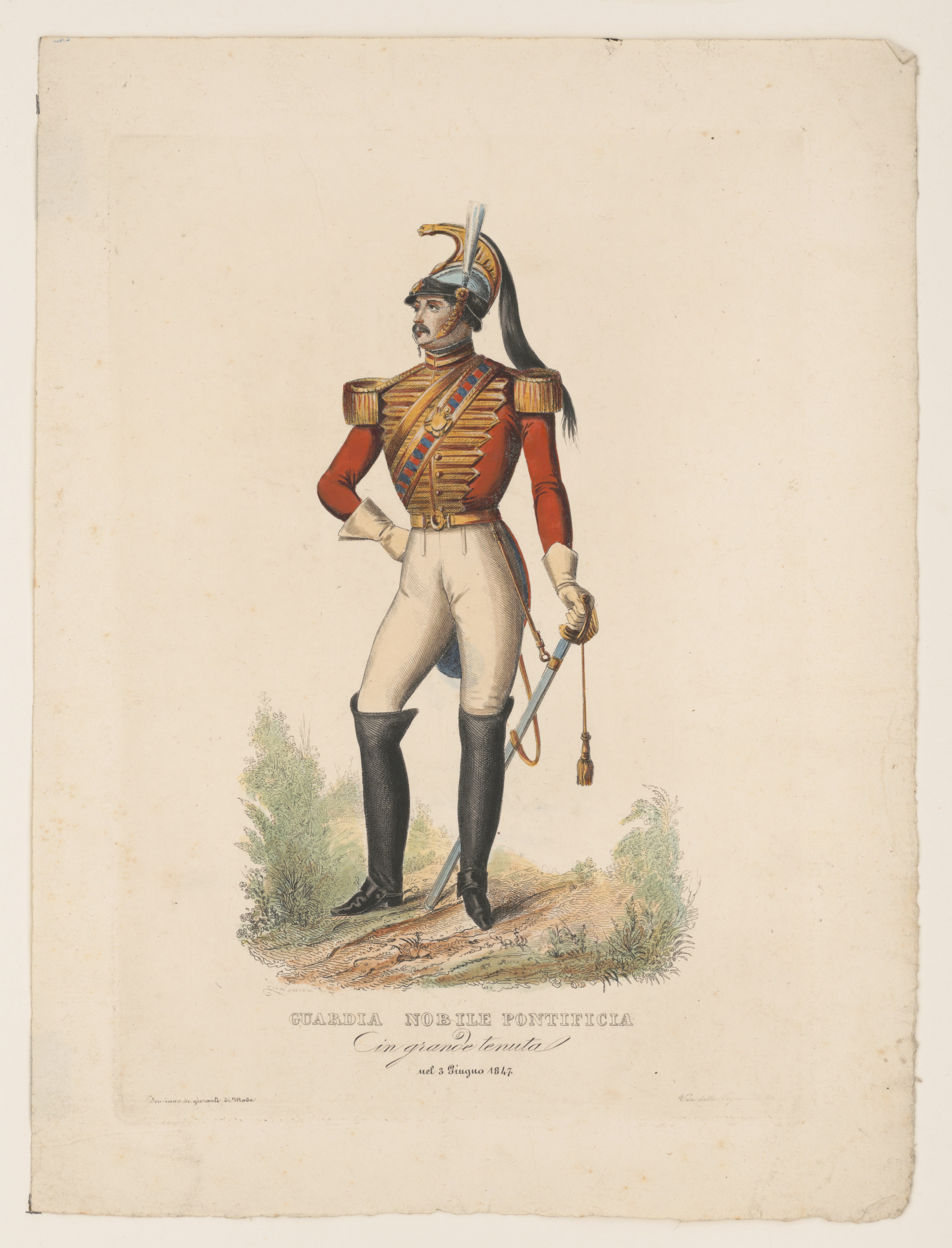
Militare della Guardia nobile

## Apparato militare
La Santa Sede dispone di un apparato militare per la protezione del Sommo pontefice e dei palazzi: durante la sussistenza dello Stato pontificio operava l'Esercito dello Stato della Chiesa; con la caduta dello stato papale la Santa Sede si dotò di corpi militari cerimoniali. Dal 1970 la Guardia svizzera pontificia è l'unica organizzazione competente in ambito militare.

### I corpi
- Guardia nobile: unità di cavalleria d'élite impiegata durante la presa di Roma. Ebbe poi un ruolo puramente cerimoniale. Sciolta da Paolo VI.
- Guardia palatina d'onore: unità di fanteria d'élite impiegata durante la presa di Roma. Funse da milizia di palazzo. Sciolta da Paolo VI.
- Guardia svizzera pontificia: costituisce l'unica organizzazione militare permanente armata della Santa Sede. Ha il compito di difesa e protezione del Papa e dello Stato. Unico corpo di mercenari attivo insieme alla legione straniera francese. Dipende dalla Santa Sede. Attualmente attiva.

Il Corpo della Gendarmeria dello Stato della Città del Vaticano e quello dei pompieri appartengono allo Stato della Città del Vaticano e dipendono dal Governatorato.

## Gli emblemi della Santa Sede
Il papato ha utilizzato insegne, stemmi ed emblemi, in varie forme, sin dal tardo XIII secolo: venivano utilizzate la croce, le chiavi di San Pietro, la tiara, la basilica, le effigi di San Pietro e San Paolo.
All'inizio del Medioevo la Chiesa era solita identificare la provenienza e la proprietà dei propri documenti ed edifici tramite sigilli, in genere dalla forma di ovale appuntito (vesica piscis), per distinguerne l'uso non religioso dai classici sigilli rotondi.
Nei territori italiani l'araldica fu codificata solo a partire dal XVIII secolo e, a causa del grande numero di stati italiani, questo avvenne in modo non uniforme.
La stessa denominazione di araldica non è un termine adeguato circa la simbologia papale, in base alle norme araldiche in vigore dal XV secolo nell'Europa occidentale e settentrionale: essendo generalmente gli attributi araldici di natura militare, il concetto di "araldica ecclesiastica" non può essere adeguato, se non per lo stemma, che abbandonando il carattere militare assunse forme puramente decorative. Questo spiega perché l'araldica ecclesiastica ha avuto il suo inizio solo alla fine del XIII secolo, quando l'araldica laica era già fiorente e si stava codificando.
La prima blasonatura dello stemma della Santa Sede si ritrova nelle Chroniques di Jean Froissart, nelle descrizioni degli eventi dell'anno 1383: vengono descritte due chiavi argento, decussate in croce di Sant'Andrea, in campo rosso. La tiara si aggiunse poi nel tardo XIV secolo.
Dall'inizio del XIV secolo, le due chiavi incrociate costituirono lo stemma del papato. Il campo dello scudo è generalmente rosso e il cordone è azzurro. Più spesso la chiave posizionata in banda è d'oro e quella in sbarra è argento; a volte entrambe le chiavi sono d'oro; meno spesso, entrambe argento.

Anche una pubblicazione del Ministero per i beni e le attività culturali mostra uno "scudo della Santa Sede" con chiavi incrociate e tiara del XV secolo. Tale emblema è riconoscibile anche nello stemma del papa Niccolò V.
Questa pratica di collocare una chiave dorata in banda ed una d'argento in sbarra si ritrova con certezza a partire da papa Pio II (1458-1464). La Heraldry Society inglese la descrive nel 1953, con le chiavi in uno scudo rosso, legate da un cordone d'oro, sormontato da una tiara argento e oro; l'araldista ufficiale del Vaticano, arcivescovo Bruno Bernard Heim attua un'interpretazione di tale disposizione: la chiave d'oro, che punta verso l'alto sul lato destro, indica la potenza che si estende fino al paradiso; la chiave d'argento, che deve puntare al lato sinistro, simboleggia il potere su tutti i fedeli della Terra; le due chiavi sono spesso legate da un cordone rosso, segno di unione delle due potenze; le maniglie sono rivolte verso il basso, perché sono nelle mani del Papa; i congegni puntano verso l'alto, poiché il potere di legare e di sciogliere è dato dal Cielo stesso.

Stemma del Regno napoleonico d'Italia, che mostra lo stemma dello Stato Pontificio nel primo cantone.

Questa disposizione dello stemma attuale della Santa Sede lo distinguerebbe da quello della Città del Vaticano, che presenta un'inversa posizione delle chiavi d'oro e d'argento: la disposizione sarebbe stata decisa nel 1929, con lo scopo di distinguere il neonato Stato, mentre negli stemmi papali la disposizione delle chiavi rimarrebbe quella dell'emblema della Santa Sede.
Lo stemma della Santa Sede è comunque oggi poco usato; ad esso si preferisce usare semplicemente l'emblema della stessa; nel primo caso il cordone che unisce le due chiavi decussate è solitamente d'oro, mentre nell'emblema è rosso.
La distinzione tra l'emblema del papato e quello del territorio da lui governato risale almeno al XVI secolo. Gli stemmi degli stati papali avevano infatti la basilica al posto della tiara come simbolo del potere temporale; un esempio è visibile nel primo quarto dello stemma del Regno napoleonico d'Italia.
Il primo ad utilizzare l'ombrellone come simbolo del potere temporale fu il papa Alessandro VI. Come simbolo di interregno fu usato invece per la prima volta su monete coniate nel 1521, tra i pontificati di Leone X e Adriano VI.
La chiave dorata è posizionata in banda anche nell'emblema della Sede vacante, dove il simbolo papale della tiara è sostituito dalla basilica, che rappresenta il potere temporale del Cardinale camerlengo, della Camera Apostolica, e quindi per estensione, del Sacro Collegio cardinalizio e di tutta la Chiesa cattolica romana.
| Stemma | Nome                                             | Descrizione                                                        |
| ------ | ------------------------------------------------ | ------------------------------------------------------------------ |
|        | Emblema della Santa Sede                         | Versione ufficiale.                                                |
|        | Emblema della Santa Sede                         | Versione araldicamente conforme alla blasonatura della Santa Sede. |
|        | Emblema della Santa Sede durante la sede vacante | Al posto della Tiara Papale è presente la basilica                 |